# トゥルヌド

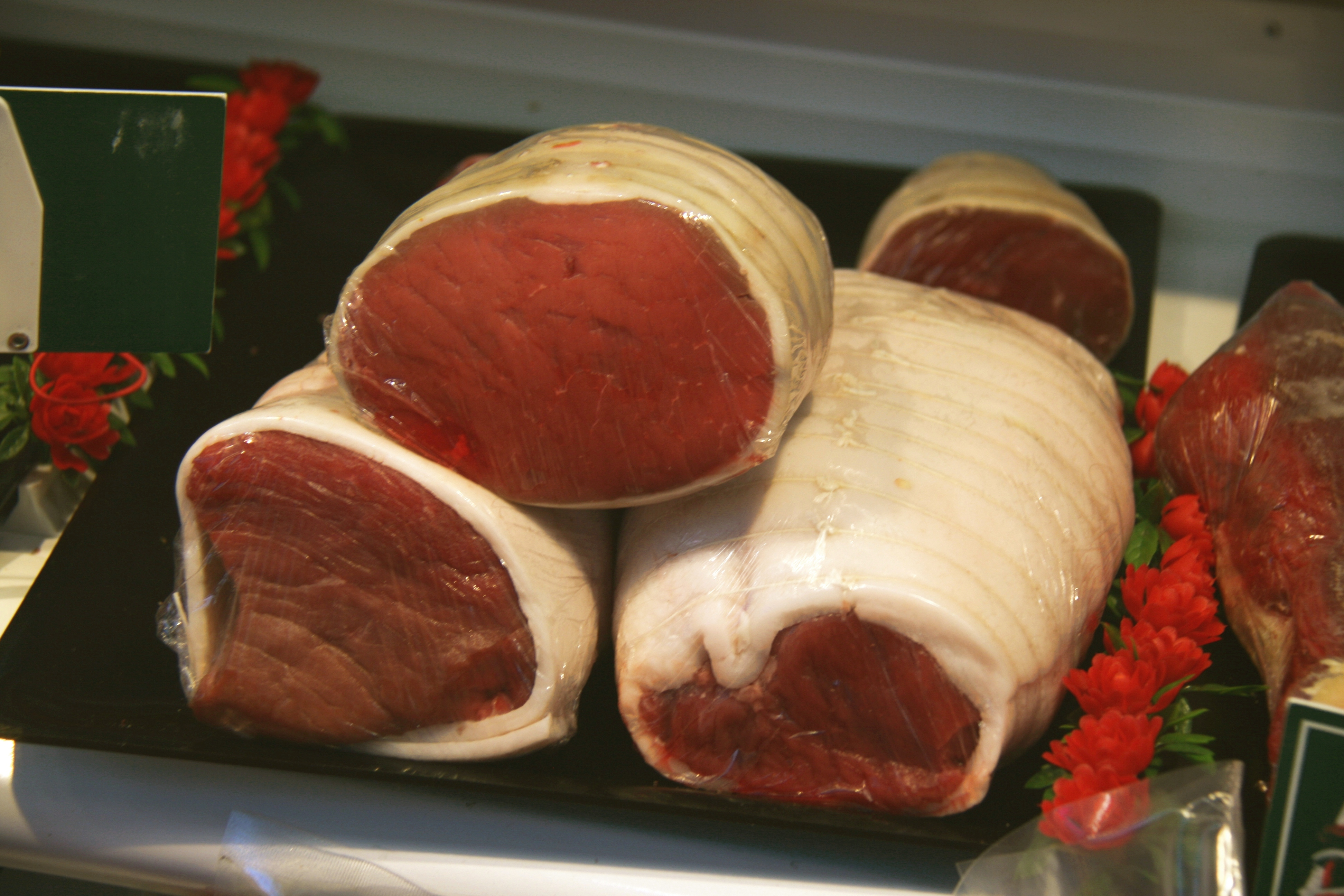
調理前のトゥルヌド

トゥルヌド（フランス語: tournedos）は、フランス料理における牛肉の部位の1つ。牛フィレから切り出される肉であり、100グラム程度の大型メダルの形状に切り出されることから、メダイヨン（médaillon）とも呼ばれている。

## 概要
牛フィレは、最も頭部側がフィレ・ミニョンで、その次の部位がトゥルヌドになり、続いてフィレ、シャトーブリアン、テートと細分される。
オーギュスト・エスコフィエは自著において「トゥルヌドの起源、語源については多くの議論がされてきたが、決着を見ていない」とし、それを論ずることはレシピ本の範疇から外れるとして言及を避けている。
トゥルヌドを用いた料理は、慣習としてクルトンやクロケットの上に盛り付けられる。